# Persone di nome Tomás/Calciatori
| Questa pagina contiene informazioni ricavate automaticamente dalle voci biografiche con l'ausilio del template Bio e di un bot. L'aggiornamento è periodico e automatico e ricostruisce completamente la pagina. Se manca una persona in questa lista, sei pregato di non aggiungerla, ma accertati piuttosto che la sua voce biografica contenga il template Bio e che i dati anagrafici siano correttamente compilati. Se il template Bio manca, inseriscilo tu stesso o, in alternativa, metti l'avviso {{tmp\|Bio}} che ne segnala la mancanza. Se i dati riportati sono sbagliati, correggi direttamente la voce biografica; le modifiche saranno visibili in questa lista entro pochi giorni. Per chiarimenti vedi il progetto antroponimi. La lista contiene solo le 86 persone che sono citate nell'enciclopedia e per le quali è stato implementato correttamente il template Bio. Pagina aggiornata al 6 ago 2025. |

Questa è una lista di persone presenti nell'enciclopedia che hanno il nome Tomás e sono calciatori.

## A(6)
- Tomás Adoryán, calciatore argentino (San Pedro, n. 2001)
- Tomás Alarcón, calciatore cileno (Rancagua, n. 1999)
- Tomás Andrade, calciatore argentino (Buenos Aires, n. 1996)
- Tomás Asta-Buruaga, calciatore cileno (Santiago del Cile, n. 1996)
- Tomás Attis, calciatore argentino (n. 1999)
- Tomás Avilés, calciatore argentino (Río Gallegos, n. 2004)

## B(8)
- Tomás Badaloni, calciatore argentino (Villa Nueva, n. 2000)
- Tomás Balcázar, calciatore messicano (Guadalajara, n. 1931 - Guadalajara, † 2020)
- Tomás Bartomeus, ex calciatore paraguaiano (Cambyretá, n. 1982)
- Tomás Belmonte, calciatore argentino (Lanús, n. 1998)
- Tomás Berra, calciatore argentino (Rosario, n. 1991)
- Tomás Blesa, ex calciatore spagnolo (Ariño, n. 1962)
- Tomás Bottari, calciatore argentino (Quilmes, n. 2001)
- Tomás Boy, calciatore e allenatore di calcio messicano (Città del Messico, n. 1952 - Acapulco, † 2022)

## C(12)
- Tomás Campos, ex calciatore messicano (Tuxpan, n. 1975)
- Tomás Cardona, calciatore argentino (Buenos Aires, n. 1995)
- Tomás Carlovich, calciatore argentino (Rosario, n. 1946 - Rosario, † 2020)
- Tomás Castro Ponce, calciatore argentino (Concarán, n. 2001)
- Tomás Castro, calciatore argentino (Córdoba, n. 2002)
- Tomás Cavanagh, calciatore argentino (Amenábar, n. 2001)
- Tomás Chancalay, calciatore argentino (Viale, n. 1999)
- Tomás Conechny, calciatore argentino (Comodoro Rivadavia, n. 1998)
- Tomi Correa, ex calciatore spagnolo (Santa Cruz, n. 1984)
- Tomás Costa, ex calciatore argentino (Santa Fe, n. 1985)
- Tomás Silva, calciatore portoghese (Viana do Castelo, n. 1999)
- Tomás Cuello, calciatore argentino (San Miguel de Tucumán, n. 2000)

## D(5)
- Tomás Dabó, ex calciatore guineense (Bissau, n. 1993)
- Tomás De Vincenti, ex calciatore argentino (Buenos Aires, n. 1989)
- Tomás Díaz Grassano, calciatore argentino (n. 1997)
- Tomás Durso, calciatore argentino (La Plata, n. 1999)
- Tomás Esteves, calciatore portoghese (Arcos de Valdevez, n. 2002)

## F(5)
- Tomás Farfán, calciatore peruviano (Tarma, n. 1961 - Oceano Pacifico, † 1987)
- Tomás Federico, calciatore argentino (Rafaela, n. 1998)
- Tomás Fernández, calciatore cubano (n. 1915)
- Tomás Fernández, calciatore argentino (José C. Paz, n. 2004)
- Tomáš Frejlach, calciatore ceco (Čáslav, n. 1985)

## G(8)
- Tomás Galván, calciatore argentino (El Talar, n. 2000)
- Tomás Garibaldi, calciatore argentino (Buenos Aires, n. 1914)
- Tomás González Rivera, ex calciatore spagnolo (Madrid, n. 1963)
- Tomás Leonel González, calciatore argentino (Resistencia, n. 2003)
- Tomás Granitto, calciatore salvadoregno (San Salvador, n. 1993)
- Tomás Guiacobini, calciatore argentino (Bragado, n. 2004)
- Tomás Guidara, calciatore argentino (Córdoba, n. 1996)
- Tomás Guzmán, ex calciatore paraguaiano (Asunción, n. 1982)

## H(1)
- Tomás Hernández Burillo, calciatore spagnolo (Saragozza, n. 1930 - Saragozza, † 1982)

## I(2)
- Tomás Manuel Inguana, ex calciatore mozambicano (Maputo, n. 1973)
- Tomás Iwasaki, calciatore peruviano (Miraflores, n. 1937 - † 2020)

## J(1)
- Tomás Jacob, calciatore argentino (Santa Fe, n. 2004)

## K(2)
- Tomáš Král, calciatore ceco (Mladá Boleslav, n. 2004)
- Tomás Kummer, calciatore argentino (Rafaela, n. 2004)

## L(2)
- Tomás Araújo, calciatore portoghese (Vila Nova de Famalicão, n. 2002)
- Tomás Lecanda, calciatore argentino (Martínez, n. 2002)

## M(7)
- Tomás Ribeiro, calciatore portoghese (Lisbona, n. 1999)
- Tomás Marchiori, calciatore argentino (Godoy Cruz, n. 1995)
- Tomás Martínez, calciatore argentino (Béccar, n. 1995)
- Tomás Maya, calciatore colombiano (Medellín, n. 1996)
- Tomás Mejías, calciatore spagnolo (Madrid, n. 1989)
- Tomás Muro, calciatore argentino (General Pinto, n. 2002)
- Tomás Reymão, calciatore portoghese (Lisbona, n. 1998)

## N(2)
- Tomás Nasif, calciatore argentino (Villa del Totoral, n. 2004)
- Tomás Castro, calciatore portoghese (n. 1999)

## O(2)
- Tomás O'Connor, calciatore argentino (Rosario, n. 2004)
- Tomás Ojeda, calciatore cileno (n. 1910 - † 1983)

## P(9)
- Tomás Händel, calciatore portoghese (Guimarães, n. 2000)
- Tomás Pina, ex calciatore spagnolo (Ciudad Real, n. 1987)
- Tomás Pineda, ex calciatore salvadoregno (Santa Ana, n. 1946)
- Tomás Pochettino, calciatore argentino (Rafaela, n. 1996)
- Tomás Podstawski, calciatore portoghese (Porto, n. 1995)
- Tomás Porra, calciatore argentino (Las Grutas, n. 2004)
- Tomás Pozzo, calciatore argentino (Adrogué, n. 2000)
- Tomás Pérez, calciatore argentino (Rafaela, n. 2006)
- Tomás Pérez, calciatore argentino (Rosario, n. 2005)

## R(6)
- Tomás Rincón, calciatore venezuelano (San Cristóbal, n. 1988)
- Tomás Rodríguez, calciatore panamense (Panama, n. 1999)
- Tomás Rojas, calciatore paraguaiano (n. 1997)
- Tomás Rolan, calciatore uruguaiano (Rocha, n. 1936 - Avellaneda, † 2014)
- Tomás Romero, calciatore statunitense (Cherry Hill, n. 2000)
- Tomás Rossi, calciatore argentino (San Francisco, n. 1999)

## S(4)
- Tomás Sandoval, calciatore argentino (Santa Fe, n. 1999)
- Tomás Ariel Silva, calciatore argentino (Buenos Aires, n. 2003)
- Tomás Sives, calciatore argentino (Chascomús, n. 2003)
- Zizinho, calciatore e allenatore di calcio brasiliano (São Gonçalo, n. 1921 - Niterói, † 2002)

## T(1)
- Tomás Tavares, calciatore portoghese (Peniche, n. 2001)

## V(2)
- Tomás Silva, calciatore portoghese (Porto, n. 2006)
- Tomás Verón, calciatore argentino (Quilmes, n. 2000)

## Á(1)
- Tomás Ángel, calciatore colombiano (Medellín, n. 2003)